# Sida (Schweden)

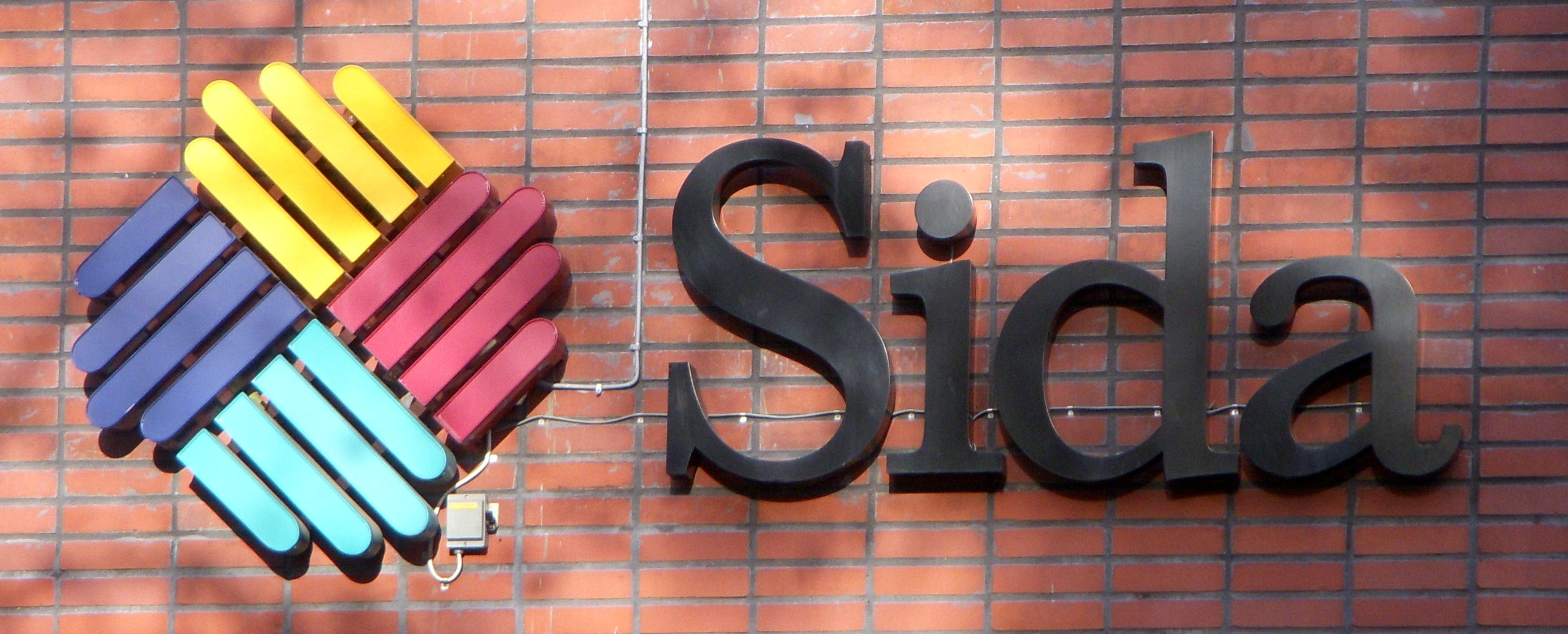
Das Logo

Sida (Styrelsen för internationellt utvecklingssamarbete, englisch Swedish International Development Cooperation Agency) ist die schwedische Behörde für internationale Entwicklungszusammenarbeit mit Sitz in Stockholm. Sie wurde 1995 gegründet. 2005 arbeiteten ungefähr 770 Angestellte bei der Behörde, davon ungefähr 170 im Ausland.
Das Budget belief sich 2005 auf etwa 14 Milliarden SEK (~1,5 Milliarden Euro), was etwa 60 % des schwedischen Beitrags zur Entwicklungshilfe entspricht. Sida pflegt eine Zusammenarbeit mit 120 Ländern in Afrika, Asien, Lateinamerika und Osteuropa. Über etwa 1.400 unterschiedliche Organisationen, Unternehmen und andere Partner werden jährlich etwa 5.500 Einsätze finanziert und durchgeführt.
Die Behörde ist dem Außenministerium zugeordnet, mit dessen Beschickungen eine enge Zusammenarbeit besteht. Direktor der Behörde war von Januar 2008 bis Mai 2010 Anders Nordström, früherer Generaldirektor der Weltgesundheitsorganisation. Im Juli 2010 wurde Mats Sjöstrand zum neuen Generaldirektor berufen.